# Neophema chrysogaster
Neophema chrysogaster hay Vẹt bụng cam là một loài chim trong họ Psittacidae.
Vẹt bụng vàng cam là loài đặc hữu miền nam Australia, và là một trong hai loài vẹt di cư. Tính đến cuối năm 2013, đã có ít hơn 50 trong tự nhiên và ít hơn 300 cá thể sinh sản nuôi nhốt.
Chim trống nổi bật với màu xanh lá cây-xanh cỏ trên lưng, phần dưới màu vàng và dải màu da cam dưới bụng. Chim trống trưởng thành và chim chưa trưởng thành có màu xanh lá cây màu nhạt màu. Tất cả các con chim loài này đều có dải màu xanh da trời trên trán và lông ngoài cánh. Chế độ ăn bao gồm hạt và quả mọng của các loài cây bụi.
Vẹt bụng vàng cam sinh sản ở Tasmania và trú đông gần bờ biển, tìm kiếm thức ăn trên các loài cây đầm lầy nước mặn, trên các loài cây mọc trên bãi biển hoặc cồn cát và nhiều loài cỏ dại ngoại lai trên đất liền phía nam Australia.
Vẹt bụng vàng cam đang được nuôi trong một chương trình gây nuôi sinh sản vẹt trong Taroona, Tasmania, khu bảo tồn Healesville, Sở thú Adelaide, Sở thú Melbourne, Sở thú Halls Gap, công viên bảo tồn động vật hoang dã Moonlit và Trung tâm nhân giống Priam Parrot. Số vẹt nuôi nhốt bao gồm khoảng 300 cá thể loài vẹt này, với mục tiêu tăng lên 350 cá thể vào năm 2016/17. Do sự suy giảm đáng báo động trong quần thể hoang dã trong những năm gần đây, giai đoạn 2010/2011, người ta đã bắt thêm 21 cá thể trong tự nhiên để nuôi nhốt nhân giống đảm bảo đa dạng di truyền.